# Xhosa

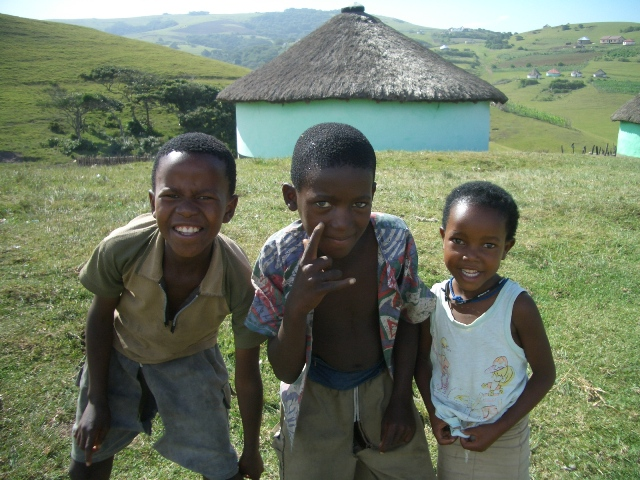
Bambini xhosa

Gli xhosa (pronuncia: ǁʰóːsa) sono un gruppo etnico di origine bantu, provenienti dall'Africa centrale e attualmente presenti nella parte sudorientale del Sudafrica, soprattutto nella provincia del Capo Orientale. Sono il gruppo etnico più numeroso in Sudafrica dopo gli zulu. La lingua xhosa fa parte del gruppo delle lingue bantu.

## Storia
Gli xhosa sono parte del gruppo Nguni meridionale che migrò verso sud dalla regione dei Grandi Laghi, stabilendosi nel sudest del Sudafrica. Prove linguistiche e archeologiche suggeriscono che siano arrivati in Sudafrica circa 1500 anni fa. Tecnicamente, gli Xhosa furono originariamente un clan, e presero il nome dal leader di tale clan, uXhosa. La loro parola per riferirsi al proprio gruppo è amaXhosa e chiamano la loro lingua isiXhosa. Il nome "xhosa" viene talvolta usato per indicare un qualsiasi gruppo di lingua xhosa (per esempio Pondo, Thembu e Mfengu), sebbene questi non appartengano al clan originario degli xhosa o a gruppi derivati da esso.
Gli xhosa sono sempre stati caratterizzati da una notevole apertura nei confronti di altri gruppi culturali; sono buoni commercianti e hanno instaurato rapporti stretti con tutte le popolazioni con cui sono venuti in contatto. Interi gruppi khoi e griqua sono stati "assorbiti" nella comunità xhosa, e la lingua xhosa moderna include molti termini khoisan. Il contatto con i coloni bianchi avvenne dalle parti di Somerset East, nei primi anni del XVIII secolo. Nello stesso secolo, a causa di una disputa fra due capi sui diritti di successione, gli xhosa si divisero in due gruppi, noti come gcaleka e rharhabe o ngqika.

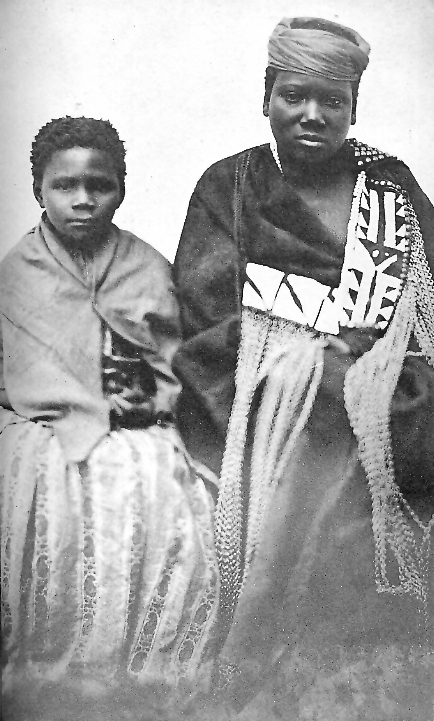
La profetessa Nongqawuse

Verso la fine del Settecento, i trekboer che stavano migrando a est dalla Colonia del Capo si scontrarono con i pastori xhosa nei pressi del Great Fish River. La disputa per il terreno diede inizio a un secolo di combattimenti fra la Colonia e gli xhosa, le cosiddette guerre di Frontiera del Capo. Fra il 1811 e il 1812, dopo che la Colonia del Capo fu passata sotto il controllo britannico, gli xhosa furono scacciati verso est, ma gli scontri con la Colonia, in continua espansione, continuarono fino alla seconda metà del secolo.
Negli anni che seguirono, gli xhosa subirono anche la pressione dei gruppi zulu e Nguni che stavano spostandosi verso sud e verso ovest nel contesto del processo di "diaspora" africana noto con il nome di mfecane. La situazione fu aggravata dalla carestia e dalle turbolenze politiche e sociali interne causate dalla strage del bestiame voluta dalla "profetessa" millennialista Nongqawuse (1856). Tutti questi fattori contribuirono al collasso di gran parte dell'economia agricola e pastorale xhosa, e alla transizione forzata di questo popolo verso un sistema economico basato sul salario. A causa di questa serie di eventi, gli xhosa sono il popolo africano con la più lunga tradizione sindacale e politica in assoluto. Non casualmente proprio questo gruppo etnico ha espresso personaggi politici come Nelson Mandela e gran parte della leadership dell'ANC.
Il sistema politico dell'apartheid e dei bantustan tentò di confinare gli xhosa in quelle che furono riconosciute come loro "homeland", il Transkei e il Ciskei, oggi parte della provincia di Eastern Cape. Nel Sudafrica moderno vivono 8 milioni di Xhosa, distribuiti in gran parte del Paese ma ancora concentrati soprattutto nell'Eastern Cape.

## Collocazione geografica

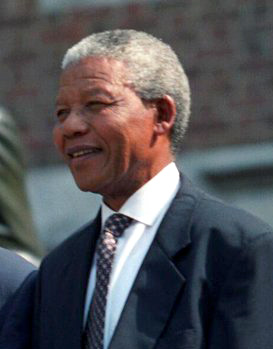
Nelson Mandela era un celebre xhosa

Le comunità tradizionali xhosa si trovano sulle pendici dei monti Amatola e Zinterberg, in un territorio attraversato da molti ruscelli che vanno a confluire nei grandi fiumi come il Kei e il Fish River. Il terreno fertile e le abbondanti precipitazioni rendono questa zona ottima per l'agricoltura e l'allevamento; fra le coltivazioni tipiche degli xhosa si possono citare sorgo, mais, zucche, fagioli, ortaggi e tabacco.

## Lingua
Il gruppo xhosa è il secondo gruppo linguistico del Sudafrica. La lingua xhosa contiene alcuni dei "click" tipici delle lingue khoisan. I "click" principali della lingua xhosa sono tre, rappresentati spesso con le lettere "C", "Q" e "X". Il suono C o "click davanti" si ottiene facendo un leggero sorriso, appoggiando la lingua dietro i denti e tirandola giù di scatto. Il suono Q o "click sopra" si ottiene formando una "O" con la bocca, appoggiando la lingua al palato e poi tirandola giù di scatto. Il suono "X" o "click laterale" si ottiene tirando giù la lingua dal palato contemporaneamente verso l'interno e verso il basso.

## Religione e cultura
La cultura tradizionale degli xhosa sopravvive oggi soprattutto nelle campagne; negli elementi fondamentali, essa è equivalente a quella degli altri popoli del gruppo Nguni come zulu, ndbele e swazi. Ogni nucleo familiare ha un proprio villaggio, dotato di un orto e un recinto per il bestiame, ed è governato da un capofamiglia. La ricchezza della famiglia si conta in capi di bestiame; nel conteggio però vengono incluse le donne da marito, perché l'acquisto di una moglie costa allo sposo un certo numero di capi.
La religione tradizionale xhosa è animista; attorno al dio della creazione, uDali o Tixo, si sviluppa un complesso olimpo di spiriti, benevoli e malevoli. Il rapporto fra lo Xhosa e il divino è mediato da diverse figure di "sacerdoti": i sangoma sono streghe o stregoni, depositari della magia (suddivisa in magia bianca e magia nera) e capaci di divinazione; gli igqirha sono guaritori, specialmente importanti per contrastare i malefici dei sangoma; e infine gli ixhwele sono erboristi, depositari della medicina tradizionale Xhosa. In tutti e tre i tipi di figure le donne sono preponderanti; trascorrono 5 anni come apprendiste prima di diventare indipendenti. Una percentuale significativa della popolazione Xhosa è cristiana, soprattutto devoti di "Chiese Iniziate Africane" come la Chiesa Cristiana di Sion.
Fra i riti religiosi tradizionali degli xhosa sopravvissuti fino a oggi c'è la circoncisione dei maschi nell'età della pubertà. I ragazzi che la subiscono si cospargono il corpo di argilla bianca e si ritirano dal villaggio, in modo da non poter essere visti (soprattutto dalle ragazze). L'operazione viene eseguita dagli stregoni senza alcun tipo di precauzione medica o igienica, ed è spesso causa di infezioni anche gravi; le autorità sudafricane stanno facendo pressioni sugli Xhosa perché acconsentano a usare attrezzature sanitarie moderne per questo antichissimo rito.
La tradizione orale xhosa è tramandata dagli iimbongi (singolare imbongi), o "cantanti di lodi". Tradizionalmente, gli iimbongi vivono vicino al capo del clan e lo accompagnano nelle occasioni importanti (l'imbongi Zolani Mkiva precedeva Nelson Mandela nella cerimonia di inaugurazione della Presidenza nel 1994). Le poesie degli iimbongi tradizionalmente elogiano le qualità e le imprese del leader xhosa, ma possono anche contenere critiche aperte; in qualche modo, la figura dell'imbongi può essere paragonata a quella del menestrello delle corti occidentali.
Gli xhosa sono celebri per le decorazioni in perline colorate dei loro abiti; i colori usati e il disegno complessivo distinguono i vari clan.